# 周宗禮
周宗禮（1542年—？），字子仁，號復臺，廣東潮州府澄海縣人，明朝政治人物，萬曆甲戌進士，官至廣西副使。

## 生平
嘉靖三十七年（1558年）戊午科廣東鄉試第七名舉人，萬曆二年（1574年）甲戌科進士。歷官江西袁州府知府，萬曆十九年（1591年）調官廣西梧州府知府。二十二年五月官至廣西副使。

## 家族
曾祖父周澣；祖父周峯；父周世玉，壽官，母盧氏、繼母王氏。具慶下。